# .ua
.ua là tên miền quốc gia cấp cao nhất (ccTLD) của Ukraina.

## Các tên miền cấp 2
- com.ua: tổ chức thương mại
- gov.ua: tổ chức chính phủ
- net.ua: nhà cung cấp dịch vụ mạng
- edu.ua: tổ chức giáo dục
- org.ua: các tổ chức khác (phi thương mại)
- in.ua: các trang của cá nhân